# تفروئیت
تفروئیت  (به انگلیسی: Tephroite) با فرمول شیمیایی Mn2 SiO4 از مجموعه کانی هاست و کانی مشابه آن الیوین است. از کلمه یونانی tephros بمعنای خاکستری گرفته شده‌است محلول در HCl - به سختی ذوب می‌شود. MnO:۷۰٫۲۵٪ SiO۲:۲۹٫۷۵٪ با انکلوزیونهای Zn, Ca, Mg برای اولین بار در آمریکا(فرانکلین) کشف شد و از نظر شکل بلور: منشوری کوتاه، رنگ: خاکستری - خاکستری زیتونی - قرمز روشن - قهوه‌ای قرمز، شفافیت: شفاف - نیمه شفاف، شکستگی: صدفی، جلا: شیشه‌ای - چرب، رخ: کامل - مطابق با و، سیستم تبلور: رمبوئدریک و در رده‌بندی سیلیکات است و منشأ تشکیل آن دگرگونی مجاورتی است.
همایند کانی‌شناسی (پارانژ) آن الیوین- کلسیت- فرانکلینیت- رودونیت-اسپسارتیت است
، از نظر ژیزمان بلوری - توده‌های متراکم تقریباًَ کمیاب است و بیشتر در سوئد، آمریکا، روسیه، اطریش، انگلستان و ژاپن یافت می‌شود.